# Ivalo
Ivalo (en same d'imari:Avveel, same du nord:Avvil, et en same skolt:Âˊvvel) est le principal centre administratif et commercial de la municipalité d'Inari, à l'extrême nord de la Finlande, en Laponie. 

## Géographie
En 2014, le village compte 3 080 habitants pour une superficie de 7,41 km2.
Le village est construit au bord de la rivière Ivalojoki, à environ 20 km au sud du lac Inarijärvi.

## Tourisme
La station de ski de Saariselkä, une des plus grandes du pays, a été construite à 30 km au sud d'Ivalo

## Histoire
En 1944, pendant la Guerre de Laponie, le village historique a été totalement incendié par les troupes allemandes commandées par Lothar Rendulic. 
C'est pourquoi Ivalo offre aujourd'hui un visage moderne, sans trace du passé visible.

## Transports
On trouve à Ivalo le 10e aéroport de Finlande, avec un trafic de 152 211 passagers en 2005. C'est aussi l'aéroport le plus au nord du pays.
Le village est traversé par la nationale 4 (E75), venue d'Helsinki via Lahti, Jyväskylä, Oulu et Rovaniemi.

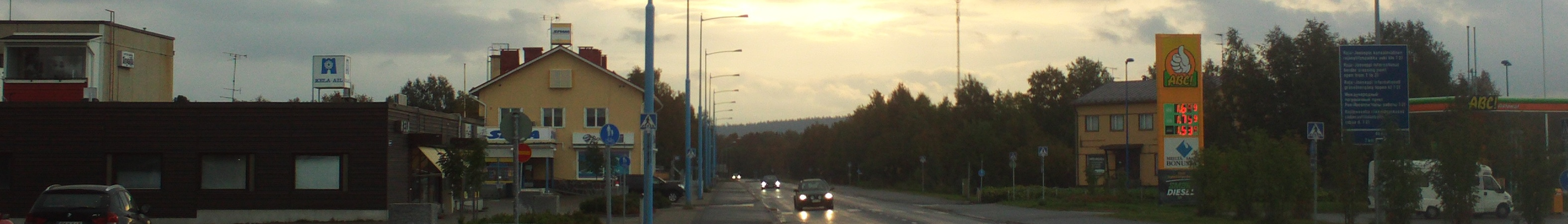
Ivalo le long de la kantatie 91.

## Galerie

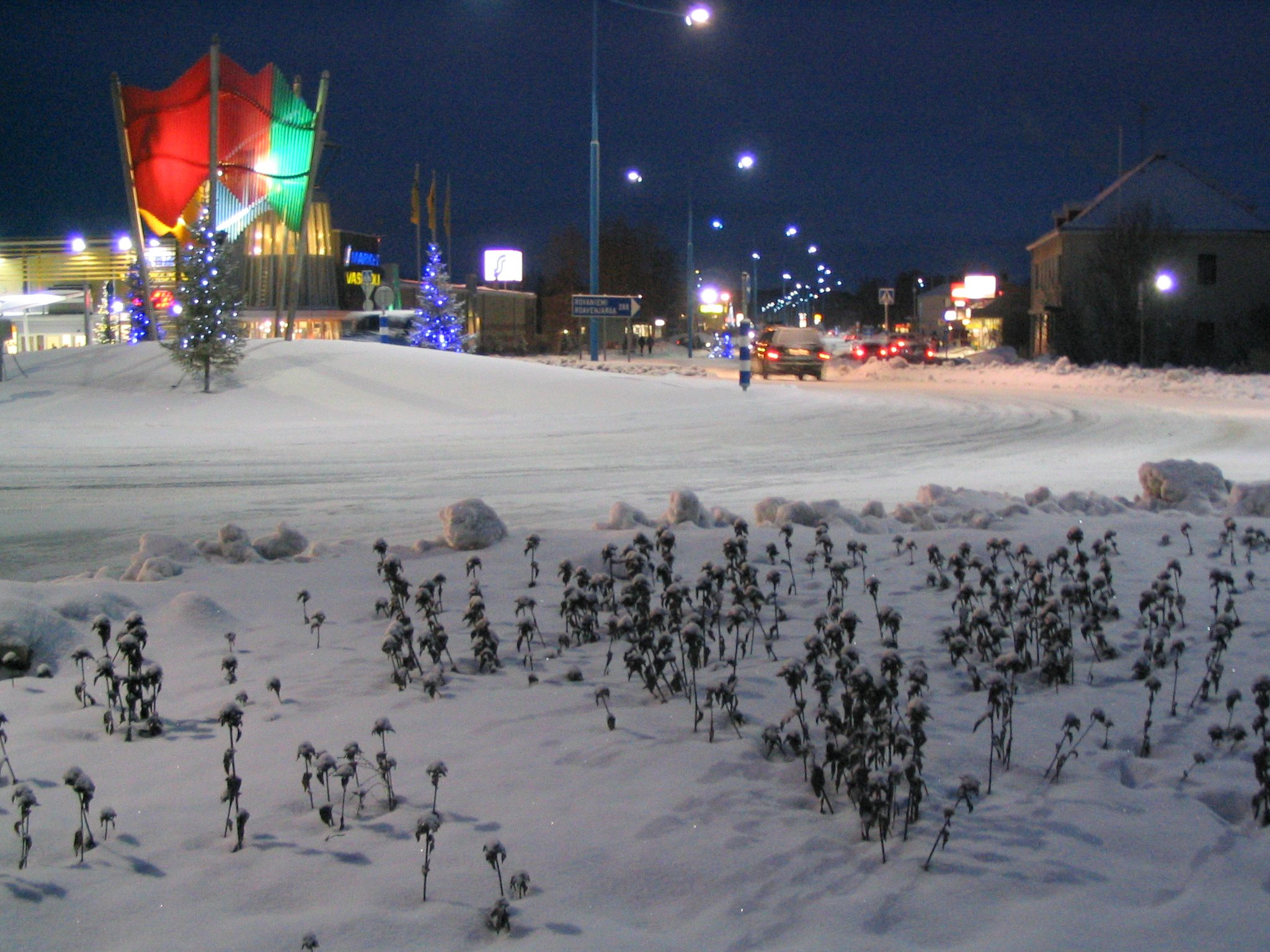
Rond-point sur la valtatie 4 en janvier 2007.
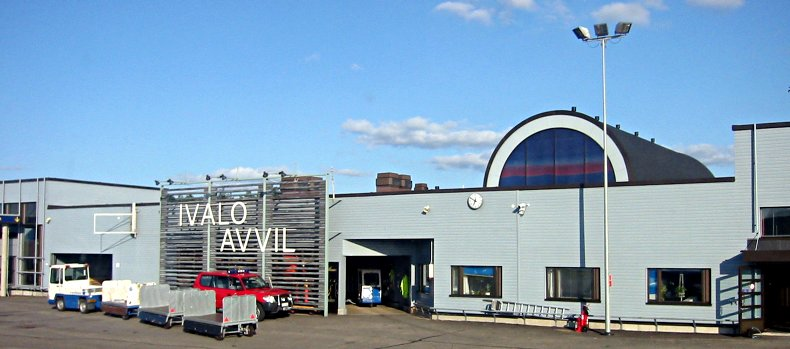
Aéroport d'Ivalo.
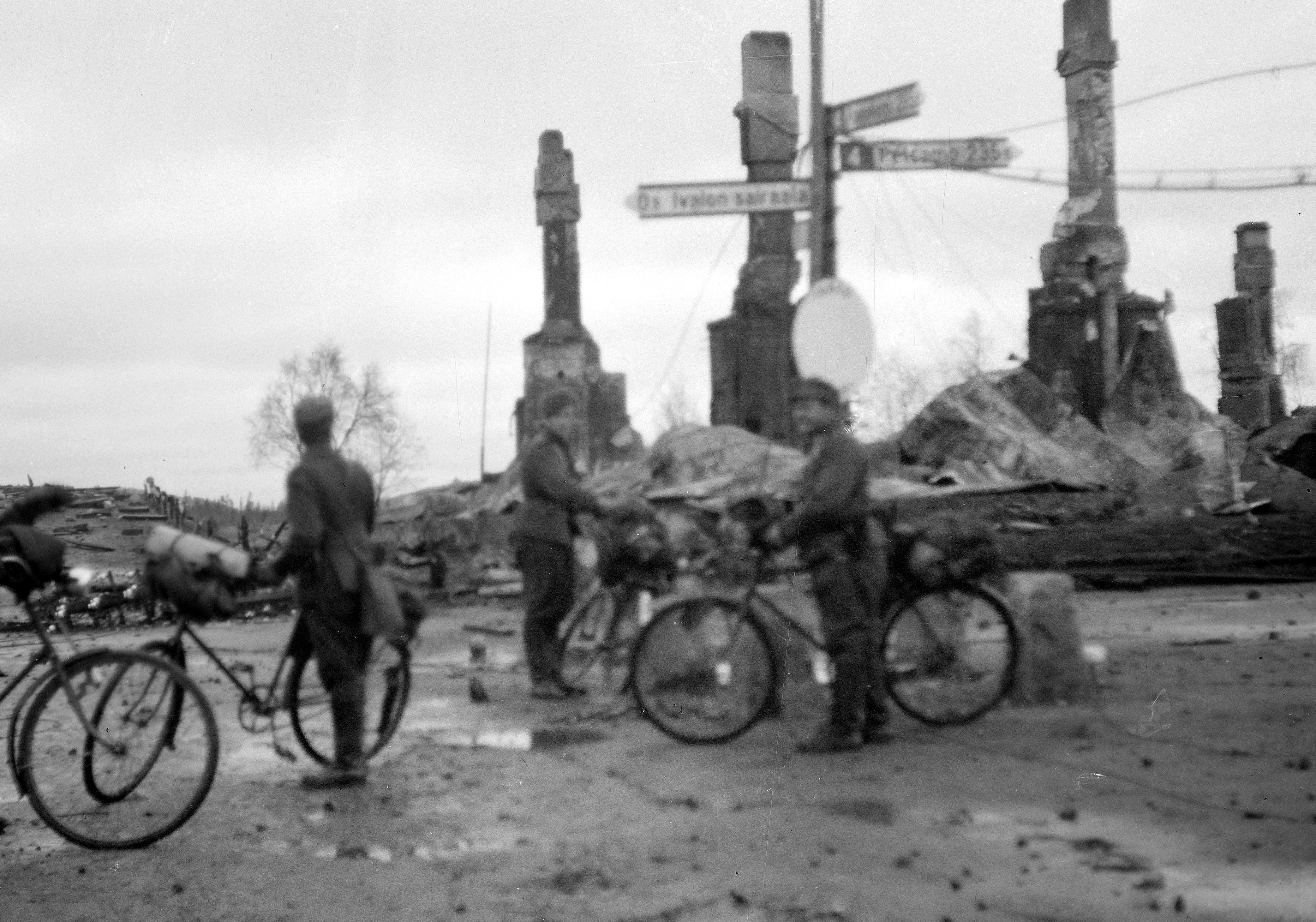
Ivalo en 1945.